# Río Tehuantepec
El río Tehuantepec es un río de la vertiente del Pacífico de México que discurre íntegramente por el estado de Oaxaca.
La cuenca del río Tehuantepec ocupa 10.090 km², lo que representa más de la novena parte de la superficie del estado oaxaqueño. El principal río de la cuenca es el río Tehuantepec, de 240 km de longitud. Desagua 30 m³/s en el golfo de Tehuantepec. Poco antes de su desembocadura recibe las aguas del río Tequisistlán. En la confluencia de ambas corrientes se localiza la presa Benito Juárez.